# Pachylia inornata
Pachylia inornata är en fjärilsart som beskrevs av James Brackenridge Clemens 1859. Pachylia inornata ingår i släktet Pachylia och familjen svärmare. Inga underarter finns listade i Catalogue of Life.